# تشارلي كولز
تشارلي كولز (بالإنجليزية: Charlie Coles)‏ هو مدرب كرة سلة أمريكي، ولد في 6 فبراير 1942 في سبرينغفيلد في الولايات المتحدة، وتوفي في 7 يونيو 2013.